# ICalendar
iCalendar è un formato di file per computer che consente agli utenti Internet di inviare richieste di incontro e di compiti ad altri utenti Internet, via e-mail o condividendo file con estensione .ics. I destinatari dei file iCalendar (con il supporto di software, come ad esempio un client di posta elettronica o applicazioni calendario) possono rispondere facilmente al mittente o proporre un altro orario o un'altra data per la riunione.